# 2185 Guangdong
2185 Guangdong este un asteroid din centura principală, descoperit pe 20 noiembrie 1965.